# Quinby (Wirginia)
Quinby – jednostka osadnicza w Stanach Zjednoczonych, w stanie Wirginia, w hrabstwie Accomack, nad Oceanem Atlantyckim.